# Lijst van voetbalclubs in Nederlands-Indië
Dit is een lijst van voetbalclubs in Nederlands-Indië.
De voetbalclubs waren in verschillende overkoepelende belangenverenigingen ondergebracht, die evenals de toenmalige maatschappij raciaal georganiseerd waren, ofschoon de lokale verenigingen zelf volop gemengd waren, zeker vanaf de jaren twintig. Ook bedrijven en ambtelijke organisaties hadden voetbalclubs die in competitieverband meededen. Vanwege de grote afstanden heeft er toen nooit een nationale competitie plaatsgevonden. Op het eiland Java vonden wel overal competities plaats. 
Vanaf 1914 werden er stedenwedstrijden gehouden, waaraan geen individuele clubs deelnamen, maar de sterkste spelers hun stad vertegenwoordigden.

## Lijst van Nederlands-Indische Voetbalclubs
Voorop staat de afkorting waaronder ze bekend waren, de volledige naam als het een afkorting is, daarna de vestigingsplaats en ten slotte de (lands)aard van de vereniging:
- Ajax - Soerabaja - Militair/Europees
- Ardjoeno - Malang - Indonesisch
- BVC (Bataviasche Voetbal Club) - Batavia - Europees
- The Corinthians - Malang - Europees
- Djocoja - Djokjakarta
- Excelsior - Soerabaja
- Excelsior - Makassar
- GOWA - Makassar
- Hak Sing - Malang - Chinees
- HBS (Houdt Braaf Stand) - Soerabaja
- HCTNH - Soerabaja - Chinees
- Hercules - Batavia - Europees
- Jong Ambon - Batavia - Ambonees
- Jong Ambon - Makassar - Ambonees
- M.O.S. - Makassar
- MVS (Medansche Voetbal Vereniging) - Medan
- OLVEO (Onze Leus is Voortwaarts En Overwinnen) - Batavia - Europees
- Persis - Makassar
- SIDOLIG (Sport In De Open Lucht Is Gezond) - Bandoeng - Europees
- Sparta (Militairen) - Batavia - Europees
- Sparta (Militairen) - Bandoeng - Europees
- Sparta - Malang
- STOVIA (Inlandse Artsen) - Batavia - Indonesisch
- SVBB (Sportvereniging Binnenlands Bestuur) - Batavia - Europees
- SVV - Semarang
- Takja Oetama - Malang - Indonesisch
- THOR (Tot Heil Onzer Ribbenkast) - Soerabaja
- Tiong Hoa - Soerabaja - Chinees
- VIOS (Voorwaarts Is Ons Streven) - Batavia - Indonesisch
- VIOS (Vooruit Is Ons Streven) - Makassar
- Vitesse - Malang
- UMS (Unity Makes Strength) - Batavia - Chinees
- UNI (Uitspanning na Inspanning) - Bandoeng - Europees
- Velocitas (Militairen) - Bandoeng - Europees
- VIOS (Voorwaarts Is Ons Streven) - Batavia - Europees
- Voorwaarts - Malang - Europees
- VVJA (Voetbal Vereniging Jong Ambon) - Batavia - Indonesisch
- VVM (Voetbal Vereniging Minahassa) - Batavia - Indonesisch